# Ясная Поляна (Геническая городская община)
Ясная Поляна (укр. Ясна Поляна) — село в Генической городской общине Генического района Херсонской области Украины. Через село проходит балка с запрудами, впадающая южнее в Соколовское озеро.В прошлом жилое поселение со временем опустевшее более чем на половину.
Население по переписи 2001 года составляло 152 человека, на 2022 не по официальным данным не более 60 человек(большинство преклонного возврасьа) Почтовый индекс — 75517. Телефонный код — 5534. Код КОАТУУ — 6522187505.

## Местный совет
75517, Херсонская обл., Генический р-н, с. Червоное, ул. Центральная, 11